# Éditions de l'Atelier
Pour les articles homonymes, voir L'Atelier et Atelier (homonymie).
Les Éditions de l'Atelier - Éditions Ouvrières est un éditeur indépendant qui existe sous ce nom depuis 1993. Il publie principalement dans le domaine des sciences humaines et sociales et dans celui du religieux.
Depuis 2011, il limite sa production à une trentaine de titres par an. Parmi sa production figure le Maitron, ensemble de dictionnaires biographiques du mouvement ouvrier, de renommée scientifique internationale.
Il ne faut pas confondre cet éditeur avec les Éditions de l'Atelier créées par Jean Mulatier, qui furent actives entre 1980 et 1982.

## Historique

### La Librairie de la Jeunesse ouvrière
Les Éditions de l’Atelier sont les héritières de deux maisons d'édition : la Librairie de la Jeunesse ouvrière et les Éditions ouvrières. La Librairie de la Jeunesse ouvrière, créée en 1929 au 12 avenue de la Sœur-Rosalie à Paris 13e, à l’initiative de la Jeunesse ouvrière chrétienne (JOC). Ce mouvement d’éducation populaire, en plein essor dans les années 1930, éditait des livres et des brochures pour ses membres.

### Les Éditions ouvrières
Les Éditions ouvrières succèdent à la Librairie de la Jeunesse ouvrière, dans les mêmes locaux. En 1947-1948, la direction en est assurée par deux hommes : Roger Cartayrade et André Villette. Tous deux ont un parcours comparable : issus de la Jeunesse ouvrière chrétienne (JOC), syndiqués à la Confédération française des travailleurs chrétiens (CFTC), l'un né en 1915, l'autre en 1917, ils sont impliqués dans le christianisme social et la Résistance. Ce duo dirige la maison d'édition jusqu'en 1982.

#### Des gestionnaires engagés
Parallèlement à ses activités éditoriales, André Villette occupa des fonctions électives à Fresnes, dans le Val-de-Marne. Quand il prend sa retraite, en 1982, c'est à nouveau dans le vivier des militants de la JOC et de l’Action catholique ouvrière (ACO) que les Éditions ouvrières trouvent leur directeur. Le choix n'est pas commun avec Daniel Angleraud (1937-1993), qui vient juste de quitter son poste d'administrateur du CCAS d'EDF, où il représente la CGT dont il est militant depuis 1954. Daniel Angleraud ne reste que trois années à la direction de la maison d'édition, toujours installée alors dans son siège historique, près de la place d'Italie, avenue de la Sœur-Rosalie (Paris, 13e). En 1987, en effet, il est élu membre du bureau confédéral de la CGT.
Les Éditions ouvrières ont ensuite comme directeurs André Jondeau et Daniel Prin.

#### RevueLes Cahiers de l'Atelier
À partir de septembre 1995, la revue Masses ouvrières éditée par Les Éditions ouvrières devient Les Cahiers de l'Atelier, revue trimestrielle d'approfondissement par les sciences humaines de questionnements qui traversent la société et l’Église catholique.

#### Années 1990
Les Éditions ouvrières connaissent des difficultés financières au début des années 1990, consécutives à l'échec de la tentative de se lancer dans la distribution de leurs ouvrages. Contraintes à s'engager dans une procédure de dépôt de bilan en 1992, elles réussissent à redresser leur situation financière et entament une seconde vie en juin 1993 sous un nouveau nom. Devenues les Éditions de l'Atelier, elles poursuivent l'aventure éditoriale du Maitron, dont elles sont l'éditeur historique.

### Les Éditions de l'Atelier
Le changement de nom, en 1993, marque aussi une nouvelle période. Les Éditions de l'Atelier abandonnent les locaux « historiques » du 13e arrondissement parisien pour s'installer dans la proche banlieue sud de Paris à Ivry-sur-Seine. Elles élargissent leur production en publiant, par exemple, des ouvrages largement illustrés de photographies. Elles gardent toutefois leur spécificité de publication dans le domaine social, en prise avec l'actualité. Elles sont diffusées en France, en Belgique et en Suisse par la Sofedis et sont distribuées par la Sodis.

#### RevueLe Mouvement social
Comme les Éditions ouvrières, les Éditions de l'Atelier poursuivent jusqu'en 2007 la publication d'une revue de recherches historiques, Le Mouvement social, en liaison avec l'université Paris 1 et le Centre d'histoire sociale du XXe siècle. Cette revue avait été créée en 1960 par Jean Maitron.

#### Direction
Le directeur général et littéraire est, depuis 1993, Bernard Stéphan.

### Le Maitron
Pour les professionnels comme pour les amateurs d'histoire sociale et ouvrière, les Éditions ouvrières sont connues pour être l'éditeur du Dictionnaire biographique du mouvement ouvrier français (dit « le Maitron »), devenu, depuis 2006, le Dictionnaire biographique, mouvement ouvrier, mouvement social.
C'est en 1958 que les Éditions ouvrières prirent la décision de soutenir le projet de Jean Maitron. Rien n'était moins prévisible que la rencontre du chercheur, auteur d'une thèse sur l'anarchisme, fils d'un instituteur laïque et syndicaliste, avec le directeur de la maison d'édition catholique, André Villette. C'est à ce titre que l'histoire sociale lui doit d'avoir assumé le pari de la publication d'un Dictionnaire biographique du mouvement ouvrier français, dont l'historien Jean Maitron lui avait présenté le projet. Cette entreprise de longue haleine débute en 1964 par la parution aux Éditions ouvrières d'un premier volume. Elle résulte de travaux de recherche et de constitution d'équipes de chercheurs menés par Jean Maitron, puis par Claude Pennetier.
Ses recherches, Jean Maitron les mène tout d'abord hors du cadre universitaire institutionnel. Il les poursuit à l'université Paris I, dans le cadre d'un institut d'histoire des mouvements sociaux, structure au sein de laquelle travaillent ses successeurs, Claude Pennetier et Michel Dreyfus. Au fil des années, le Dictionnaire biographique du mouvement ouvrier français, a pris une ampleur éditoriale rarement atteinte : 44 volumes permettent de suivre plus de 100 000 militants, sur une période allant de la Révolution française à 1939.
- 1789-1864 : volumes 1-3
- 1864-1871 : volumes 4-9
- 1871-1914 : volumes 10-15
- 1914-1939 : volumes 16-43
- Le volume 44 apporte des compléments sur l'ensemble de la période couverte par les 43 tomes précédents.
- La publication d'une cinquième période (1940-1968), intitulée « Dictionnaire biographique, mouvement ouvrier, mouvement social », voit le jour en 2006 avec la parution de deux premiers tomes (dix autres sont à suivre, chacun accompagné d'un CD-ROM complétant substantiellement le volume papier, puis d'un code d'accès à la version numérique). Cette nouvelle période déborde le mouvement ouvrier classique pour explorer aussi ce qu'il est convenu d'appeler le « mouvement social ».

Le papier, attribut essentiel des dictionnaires, tend à céder le pas à l'édition sur CD-ROM puis en ligne. En 1998, les 43 volumes, qui occupaient 1,50 mètre d'étagère, sont réédités et enrichis de compléments en un seul CD-ROM. Plus de 600 chercheurs de différents pays ont participé à ce travail. Plusieurs historiens spécialisés ont contribué à faire paraître des volumes sur :
- l'Autriche
- le Royaume-Uni
- l'Allemagne
- le Japon
- le Maroc
- la Chine
- le Komintern
- la « Sociale » en Amérique[8]
- l'Algérie

Des volumes thématiques, centrés sur les militants d'un milieu professionnel, ont été réalisés :
- Gaziers-électriciens ;
- Cheminots et militants.

## Procès
En 2016, les éditions de l'Atelier portent plainte pour contrefaçon contre les producteurs du film Nous trois ou rien, demandant 120 000 euros de dommages et intérêts. Réalisé par Kheiron, le film s'inspire de la vie d'Hibat Tabib (le père du réalisateur), qui a fui l'Iran lors de la Révolution iranienne de 1979. En 2007, Hibat Tabib avait écrit avec Nathalie Dolle le livre Téhéran-Paris : opposant politique en Iran, innovateur social en France, publié aux éditions de l'Atelier. À l'époque, le livre s'écoule à 419 exemplaires, dont 50 achetés par Hibat Tabib lui-même, et les auteurs touchent 218 euros chacun de droits d'auteur. Le tribunal de grande instance de Paris se retrouve devant un casse-tête inédit, car il est évident que le film et le livre racontent la même histoire, qui évoque la vie d'Hibat Tabib. Kheiron déclare avoir « basé son scénario, non sur le livre, mais sur les récits de son père, ses souvenirs, et sur plusieurs articles consacrés à son père », ajoutant que son « père a écrit un livre historique et sociologique », tandis qu'il a fait « un film humoristique et émouvant ». En novembre 2018, le tribunal condamne finalement les producteurs du film à verser aux éditions de l'Atelier, 15 000 € de dommages et intérêts, plus 5 000 € de frais de procédure,.

## Quelques auteurs publiés
- Jean-Marie Albertini
- Guy Aurenche
- Jean Baubérot
- Fatima Besnaci-Lancou
- Dounia Bouzar
- Suzanne Citron
- Didier Daeninckx
- Paolo Dall'Oglio
- Sœur Emmanuelle
- Claude Évin
- Henri-Jérôme Gagey
- Marcel Gauchet
- Gaël Giraud
- Alain Grandjean
- Étienne Grieu
- Anouk Grinberg
- Steve Keen
- Denis Langlois
- Pierre Laurent
- Philippe Lefait
- Claire Ly
- Moncef Marzouki
- Séverine Mathieu
- Gérard Mordillat
- Denis Peschanski
- Serge Portelli
- Michel Quoist
- Cécile Renouard
- Albert Rouet
- Marion Sigaut
- François Soulage
- Claude Thélot
- Christoph Theobald
- Dominique Vidal
- Michel Warschawski
- Serge Wolikow
- Louis Perego